# Lessico dell'omofobia
Il lessico dell'omofobia è l'insieme di epiteti utilizzati per indicare in modi denigratori e offensivi le persone omosessuali.
I termini più comunemente usati nella lingua italiana per indicare il maschio omosessuale spesso con accezione dispregiativa sono frocio,
 ricchione, buco, finocchio. Tali termini trovano corrispondenza negli inglesi faggot e fag, nello spagnolo maricón, nel francese pédé e nel russo пидор (pidor).
Nello slang LGBT viene invece in diverse occasioni usato in maniera molto più benevola e amichevole al femminile o come vezzeggiativo, diventando quindi anche frocia, o frocetto/a, frocellino/a o frocio/a perso/a.
L'uso libero e disinvolto di tali parole è da considerare non politicamente corretto. Nonostante ciò, nei Gay Pride svoltisi in Italia è stato comune per molti anni far sfilare un cartello con l'immagine della Gioconda di Leonardo da Vinci e scriverci sotto la didascalia: "Questa l'ha fatta un frocio!". La parola omosessuale è l'unica (prima di gay), fra tutte quelle indicanti le persone attratte dalle persone dello stesso sesso, a non essere nata con intenti offensivi o denigratori.
Altri sinonimi dei succitati fròcio (di origine romana) e finòcchio (di origine toscana: lo usa, ad esempio, anche Giuseppe Prezzolini ai primi del Novecento; ma non mancano adattamenti locali come fenocio nel Basso Veneto e fnòč nel Modenese e nel Parmense), usati nel linguaggio comune e tutti anch'essi di segno peggiorativo, ma aventi perlopiù diffusione regionale o comunque subnazionale, sono, da Nord a Sud:
- cupio (in Piemonte, praticamente sconosciuto fuori dalla regione subalpina), anche nel peggiorativo cupias e nel vezzeggiativo cupieto
- culattòn/culatùn/culat(t)òne/cù(l)o/cułatòn[5][6] o persino cu(l)a (femminile di culo), nei dialetti della Lombardia e del Triveneto e in genere dell'Italia del nord);
- buliccio (in Liguria, soprattutto a Genova);
- buso o busone (in Emilia-Romagna, soprattutto a Bologna e in Romagna), busòn in Veneto e bucaiolo (in Toscana) (tutti derivanti da "buco", con evidente allusione all'orifizio anale);
- pedale dal dialetto ferrarese pedàl o dispregiativamente pedalàz (a Ferrara e comuni limitrofi della bassa ferrarese);
- partendo da "orecchione" abbiamo recchione/ricchione/recchia o ''streppa''(nell'Italia meridionale, soprattutto nella zona di Napoli, ma ormai in uso informale anche nel centro-nord Italia, soprattutto nella versione ricchiòne e - in Veneto - recia o reciòn);
- jarrusu o (g)arrusu in lingua siciliana, soprattutto nella Sicilia occidentale (Arruso è il titolo di un documentario del 2000 dei registi palermitani Ciprì e Maresco, dedicato allo scrittore, poeta e regista omosessuale Pasolini), a Palermo si usa la parola "matellu", mentre a Catania prevale puppu ("polpo"). Altri termini che si usano in Sicilia sono “arianu” e “aricchiuni”;
- ricchiuni o ricchiunazzu; termine usato per indicare "omosessuale" in Calabria, o frì frì (indicando due volte l'orecchio) per dire "omosessuale" senza essere sentiti.
- caghineri, caghino, cagosu, pivellu, frosciu, paraguru in lingua sarda;
- checca (omosessuale passivo, femmineo, effeminato)[7], di origine toscana ma ormai diffusosi in tutta Italia, soprattutto nel centro-nord;
- termini ormai desueti come buggerone e bardassa (quest'ultimo termine designava specialmente un prostituto, puttano, cinedo);
- denominativi espliciti e fortemente volgari quali succhiacazzo/ciucciacazzi, ciucciapiselli, sucaminghie/sucaminchia, culorotto, rottinculo e piglia(i)nculo (nel romanzo di Leonardo Sciascia Il giorno della civetta, un boss mafioso divide l'umanità in "uomini, mezzi uomini, ominicchi, piglianculo (con rispetto parlando) e quaquaraquà").
- fenoli (pl. fenói) e difetôs (inv.) della lingua friulana;

## Etimologie dei termini in lingua italiana

### Frocio
Originariamente parola gergale proveniente dal dialetto romanesco poi passata all'italiano, "frocio" o "froscio" (usato anche nei romanzi Ragazzi di vita (1955) e Una vita violenta (1959) di Pier Paolo Pasolini, così come da Alberto Moravia e nel cinema neorealista); ma è presente anche in vari altri autori contemporanei, da Aldo Busi ad Aldo Nove a Niccolò Ammaniti: mentre al femminile (frocia) viene utilizzato, tra gli altri, da Pier Vittorio Tondelli in Pao Pao. Una “frociata" è un atto o comportamento da froci. 
Le ipotesi riguardanti l'origine etimologica sono le seguenti:
1. deriverebbe dai Lanzichenecchi, che, durante il Sacco di Roma del 1527, acquisirono fama di soldati particolarmente brutali e "feroci" ("froci", appunto) arrivando a stuprare donne e uomini indistintamente;
2. sarebbe una derivazione da "froge": le froge o narici del naso, che, quando si gonfiano diventano "frogione". Anche qui vengono additati dai romani i Lanzichenecchi, ai quali, essendo soliti ubriacarsi, si arrossava e ingrossava il naso. Secondo altre fonti invece nell'antica Roma sarebbe esistita una fontana chiamata "fontana delle froge" (delle narici appunto) presso cui si riunivano gli omosessuali. Da qui quindi il termine;
3. dallo spagnolo flojo ("floscio"), ossia individuo senza carattere e privo di forza di volontà, da cui il romanesco "fròscio";
4. dal tedesco Frosch (ranocchio) usato come appellativo offensivo;
5. dalla parola francese français storpiata in fronscè in romanesco e usata per indicare in maniera dispregiativa l’invasore straniero ai tempi della discesa delle truppe napoleoniche a Roma all’inizio dell’Ottocento.

### Finocchio
(Dino Campana "Versi sparsi" in Canti Orfici e altri scritti Firenze 1952, p. 197)
Sull'etimologia di finocchio esiste invece la suggestiva ipotesi suggerente il fatto che possa derivare dall'epoca in cui operava la Santa Inquisizione nello Stato Pontificio, quando i semi di finocchio sarebbero stati gettati sugli omosessuali che stavano bruciando dopo esser stati condannati alla pena di morte sul rogo, al fine di mitigare l’odore di carne bruciata. Non vi è però alcuna prova oggettivamente documentata che questo sia effettivamente il significato autentico.
Invece pare trattarsi di questo: il finocchio selvatico veniva usato come ripiego per aromatizzare i cibi quando non si avevano i soldi per comprare le pregiate e costose spezie provenienti dall'Oriente  (ancor oggi in Toscana col finocchio si dà l'aroma al salame, dando vita così alla famosa finocchiona). Ecco, quindi, che "finocchio", se riferito a una persona, è qualcuno che vale davvero ben poco, un uomo che non è uomo.
Un'altra possibile spiegazione sarebbe un'allusione metaforica alla forma arrotondata del bulbo ("grùmolo") edule del finocchio, che ricorda vagamente quella delle natiche umane. Peraltro, proprio il finocchio dal grumolo tondeggiante, più saporito e quindi più pregiato, è curiosamente detto "finocchio maschio".
Altri invece ipotizzano che la voce non vada direttamente connessa al vegetale, bensì all'omonima maschera popolare della commedia dell'arte che incarnava il servo sciocco e al contempo astuto, dai modi vagamente effeminati; i pareri rimangono in ogni caso discordanti. Vi è anche l'ipotesi che riconduce l'uso equivoco al modo di dire popolare "Metter il finocchio tra le mele", il metter insieme due cose le quali pur differenti vengono perfettamente ad accordarsi.

In ambito letterario il termine viene usato, oltre che da Pasolini, Tondelli e Busi, anche da Vasco Pratolini, Giorgio Bassani in Gli occhiali d'oro, Fruttero & Lucentini in La donna della domenica; infine l'uso equivoco dell'accezione potrebbe risalire per metonimia da una scherzosa reinterpretazione intesa come "occhio fino", cioè "occhio più piccolo" nel senso di ano.
(Pier Vittorio Tondelli, Altri libertini)

### Checca
(Alberto Arbasino Fratelli d'Italia)
Per quanto riguarda checca, ipocoristico familiare del nome Francesca (o "chicca", al maschile "checco") viene a indicare essenzialmente un uomo molto effeminato; è questo il termine che più sta, nel gergo gay, alla base di espressioni composte (tra le più note: checca fatua, fracica, isterica, manifesta, marcia, onnivora, pazza, persa, sfatta o sfranta, storica, velata). Una curiosità: esiste anche la pasta alla checca, una ricetta romana di pasta al dente condita con sugo.
Dal termine vezzeggiativo del nome Francesca il termine avrebbe assunto senso equivoco probabilmente in conseguenza dell'abitudine di alcuni omosessuali di farsi chiamare con nomi femminili; in letteratura, tra i contemporanei è usato da Pasolini, Arbasino, Tondelli e Busi. Nomi alternativi sono il diminutivo "checchina" o l'accrescitivo "checcona", mentre la checcaggine è il modo di fare caratteristico della checca; la checcata è invece un'effusione di carattere omosessuale, il "checchismo" sarebbe l'ideologia delle checche.
Un romanzo di William Burroughs, nell'originale Queer, è stato pubblicato in italiano con il titolo "Checca"

### Recchione
(Luigi Malerba Il Pataffio)
Voce di area meridionale, anche questa di etimo controverso. Su "recchione" (o ricchione) vi è la teoria che vuole il toccarsi il lobo dell'orecchio tirandolo verso il basso (facendolo diventare quindi un o-recchione) come un segno di riconoscimento della persona omosessuale quando voleva far sapere d'esser disposto a un incontro sessuale.
Un'altra ipotesi considera la voce come forma aferetica di orecchione, che avrebbe assunto il valore figurativo di persona dalla scarsa virilità; con allusione alla parotite epidemica, una malattia infettiva dell'infanzia comunemente nota proprio come "orecchioni": se contratta in età adulta può aver la complicazione dell'infiammazione testicolare che può talvolta produrre la sterilità. Nella narrativa contemporanea viene usato da Arbasino, Sebastiano Vassalli in Alcova, Giuseppe Ferrandino in Pericle, Ammaniti ed Enrico Brizzi.

### Culattone
(Piero Chiara Il Satyricon nella versione di Piero Chiara)
Derivante dalla parola culo, questa sineddoche è in uso quasi esclusivamente a settentrione.
L'uso del padano culattone è stato spesso e volentieri utilizzato da vari esponenti di punta (a cominciare da Umberto Bossi), sia in passato sia in tempi recenti, della Lega Nord per irridere e insultare i gay, per negare poi in alcuni casi d'aver avuto intenzioni offensive.

### Bardassa
Termine oramai desueto, dopo esser stato ampiamente familiare e comune fino al XIX secolo, quando definiva normalmente l'omosessuale passivo o il prostituto. Deriva dall'arabo bardag, "schiavo giovinetto", che a sua volta proviene dal persiano hardah, "schiavo" appunto. Il corrispondente francese cinquecentesco bardaches passa presto a indicare quegli sciamani appartenenti alle tribù dei nativi americani che praticavano il travestitismo, le persone cioè possedute dai due spiriti.
Nel 1603 la parola è iscritta anche negli atti del procedimento penale per diffamazione contro Michelangelo Merisi da Caravaggio e Onorio Longhi: Et che lui l'haveva havuto da una bardassa di essi Honorio et Micalangiolo chiamato Giovanni Battista (insinuando pertanto che Caravaggio avesse inclinazioni omoerotiche nei confronti "delle bardasse").
Il termine si usa anche ne L'Alcibiade fanciullo a scola di Antonio Rocco ove si precisa che il bardassa vuol propriamente dir putto mercenario, e venale, che solo per simplice mercede, quasi un tanto per misura, vende se stesso: né altro attende, che il guadagno servile.

Sino ad arrivare al vate degli italiani, il poeta-soldato Gabriele D'Annunzio; egli difatti nelle Laudi del cielo, del mare, della terra e degli eroi declama:

### Altro
- Cupio è un regionalismo piemontese[32], forse derivante dal latino "cupidus", con significato di bramoso e lussurioso.
- Buco è un termine utilizzato soprattutto in Toscana e fa chiaramente riferimento all’ano e ai relativi rapporti sessuali.
- Buggerone è un termine oramai desueto per indicare il sodomita, lo si ritrova sia in Aretino sia in Antonio Rocco: in seguito divenuto sinonimo per "imbrogliare-truffare-fregare-infinocchiare"; deriverebbe da bugerus (bulgaro), l'appartenente a una popolazione che aderì all'eresia bogomila: come più tardi i catari, i bogomili, credendo nella reincarnazione e considerando perciò la riproduzione umana alla stregua dell'incarcerazione di un'anima, sembra praticassero il coito anale per evitare il concepimento[33][34]. Coincide per significato e etimologia con lo spagnolo bujarrón (è possibile che il termine spagnolo sia stato preso dall'italiano), con il francese bougre o boulgre, e con l'inglese bugger, dove la vicinanza a bulgaro è palese.

(L'Alcibiade fanciullo a scola)
- Busone/Busona, accrescitivo di "buso"-buco, regionalismo emiliano-romagnolo, usato tra gli altri anche da Tondelli e Carlo Lucarelli[35].

(Pier Vittorio Tondelli Altri libertini)
- Cinedo, grecismo passato al latino cinaedus. È presente sin dall'Aretino, indica un giovane omosessuale maschio che si prostituisce, o un giovane amante di un uomo più anziano; in origine il significato era quello di "ballerino, maestro di danza". Utilizzato da Ludovico Ariosto nel XXXV canto dell'Orlando Furioso e nelle prediche di Girolamo Savonarola.
- Catamito/Catamite è voce dotta dal latino catamitus, derivante dal nome greco indicante Ganimede, il giovinetto amato e rapito da Zeus (vedi Catamite).

## Nelle altre lingue

### In inglese

#### Fag e faggot

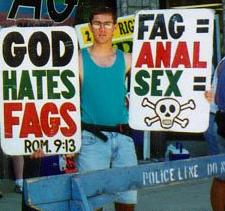
"Dio odia i froci" (Lettera ai Romani 9:13) e "Frocio=sesso anale=morte".

Nella lingua inglese "faggot", spesso abbreviato in "fag", è il termine usato soprattutto in Nord America per riferirsi in forma offensiva a un uomo gay, ma può essere utilizzato anche come un termine dispregiativo in generale per indicare un maschio repellente; recentemente si usa anche per additare le lesbiche e le persone transgender.
Il termine slang faggot viene registrato per la prima volta negli Stati Uniti d'America nel 1914, nella la sua forma abbreviata Fag pochi anni dopo nel 1921; la sua origine immediata non è chiara, ma si basa sulla fascina o fascio di bastoni, un derivato sia dalla lingua francese antica sia dalla lingua italiana e dal latino volgare a loro volta provenienti dalla parola indicante delle fascine. Usata in inglese dalla fine del XVI secolo come termine offensivo per le donne, in particolare quelle vecchie e brutte, e il riferimento all'omosessuale come "donna finta" può forse derivare da questo. L'applicazione del termine potrebbe essere un accorciamento di "faggot-gatherer" applicato per tutto il XIX secolo in special modo alle vedove anziane le quali conducevano una vita miserabile tramite la raccolta e vendita di legna da ardere
Una possibilità alternativa è che la parola possa essere collegata alla pratica del fagging nelle scuole private dell'impero britannico, in cui le matricole e i ragazzi più giovani svolgevano il ruolo di servitori (e di potenziali oggetti sessuali) verso quelli più grandi.
In lingua yiddish, quella parlata dagli ebrei dell'Europa orientale, la parola faygele, (lett. "uccellino") sarebbe, secondo alcuni, collegata all'uso americano di fag.
Vi è anche una leggenda metropolitana portata alla luce dallo storico Douglas Harper secondo cui il significato moderno gergale di "frocio" provenga dal fascio di bastoni per bruciare, riferito al rogo; ma ciò risulta esser del tutto infondato, in quanto l'emergere del termine al principio del XX secolo rimane estraneo alle condanne a morte medioevali europee per omosessualità.
Nel 1914, come detto, appare stampata in un vocabolario di slang criminale scritto da Jackson e Hellyer, con alcuni esempi di uso comune e associata a "drag" (da cui drag queen) nel senso di femminuccia-senza palle; nel 1928 appare in un romanzo dello scrittore afroamericano Claude McKay intitolato "Home to Harlem", il che indicherebbe che era utilizzato durante il rinascimento di Harlem.
Originariamente confinate agli Stati Uniti, fag e faggot come epiteti per additare gli uomini gay è diffuso in altre parti del mondo di lingua inglese, come termini peggiorativi ma sia in Gran Bretagna sia in altri paesi del Commonwealth in particolare, faggot è ancora usato per riferirsi a una polpetta, mentre fag è una comune parola slang per sigaretta. L'uso di fag e faggot per indicare l'uomo effeminato è inteso come appartenente all'inglese americano e il suo esser stato importato nel Regno Unito è dovuto principalmente agli sketch comici di film e serie televisive provenienti da oltreoceano. Quando nel 2005 il deputato laburista Bob Marshall-Andrews è stato sorpreso utilizzare la parola in uno scambio informale con un collega alla camera dei comuni mentre si trovava in uno stato di pessimo umore, gli è stata contestata una presunta omofobia.

#### Uso tra gli adolescenti nordamericani
Durante la sua ricerca etnografica nel contesto delle scuole superiori, la sociologa Cheri Jo "CJ" Pascoe esamina anche come gli adolescenti statunitensi utilizzino il termine fag, e suggerendo che l'epiteto venga usato per affermare la propria mascolinità; quando un ragazzo è meno "macho" di loro questo diviene immediatamente ai loro occhi un frocio-fag: il giudizio è quindi sui ruoli di genere, mentre l'uso per indicare una vera e propria discriminazione basata sull'orientamento sessuale è meno frequente.

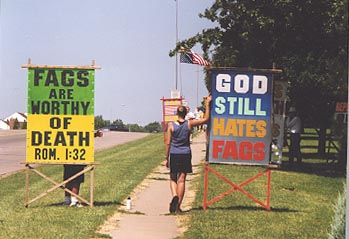
Il testo sui cartelli tradotto dice: "I froci meritano la morte" (Lettera ai Romani 1:32) e "Dio continua ad odiare i froci".

Dire a qualcuno frocio è un modo, all'interno del contesto giovanile, come modo per mettere in ridicolo chi non è forte, coraggioso e virile come gli altri; non è poi un'identità statica che rimane attaccata al ragazzo che riceve l'insulto, è piuttosto un'identità fluida che tutti cercano di evitare, spesso indicando loro per primi qualcun altro come frocio. Lo studio rivela inoltre che ciò è molto più comune tra gli adolescenti di etnia bianca, mentre per i ragazzi afroamericani la preoccupazione più grande rimane quella di agire nel modo più appropriato e consono ai neri; conoscono pertanto molto poco la discriminazione o l'insulto riferito al ruolo di genere o alla sessualità in generale.

#### Nella cultura di massa
Nel 1973 un musical del teatro di Broadway intitolato The Faggot, è stato elogiato dalla critica ma condannato dai sostenitori del movimento di liberazione omosessuale.
Nel 1978 il romanzo Faggots, di Larry Kramer, fa discutere la comunità gay, compreso l'uso della parola frocio per indicare dall'interno il mondo omosessuale.
In un documentario del 1995 di Robert Epstein e Jeffrey Friedman intitolato Lo schermo velato, basato sul libro omonimo scritto da Vito Russo, si racconta anche l'uso di fag/faggot in tutta la storia del cinema di Hollywood.
Nella canzone del 2001 American Triangle, presente nell'album Songs from the West Coast, Elton John usa la frase Dio odia i froci: il brano parla di Matthew Shepard, un ragazzo assassinato nel Wyoming per il solo fatto di essere stato un "frocio".
Nel 2002 una rivista cattolica, la New Oxford Review, ha attirato su di sé una notevole polemica per la difesa della parola faggot nei suoi editoriali; durante la corrispondenza intercorsa con un lettore gay è stato chiarito che il termine veniva usato solo per indicare gli "omosessuali praticanti", difendendone quindi l'uso affermando che era importante per preservare lo stigma sociale contro i peccatori.
Nel 2006 l'esponente conservatrice e opinionista Ann Coulter mentre veniva intervistata dall'emittente televisiva MSNBC ha dichiarato senza mezzi termini che l'ex vice presidente statunitense Al Gore era un "total fag", un frocio totale, e che lo stesso Bill Clinton non era in definitiva altro che un omosessuale latente.
Sempre in quell'anno, durante un litigio avvenuto sul set di Grey's anatomy, Isaiah Washington insulta ripetutamente T. R. Knight chiamandolo frocio: ciò ha portato al licenziamento del primo e al coming out del secondo (l'anno seguente Isaiah ha rivolto pubbliche scuse all'ex-collega esprimendo rammarico per quanto accaduto).

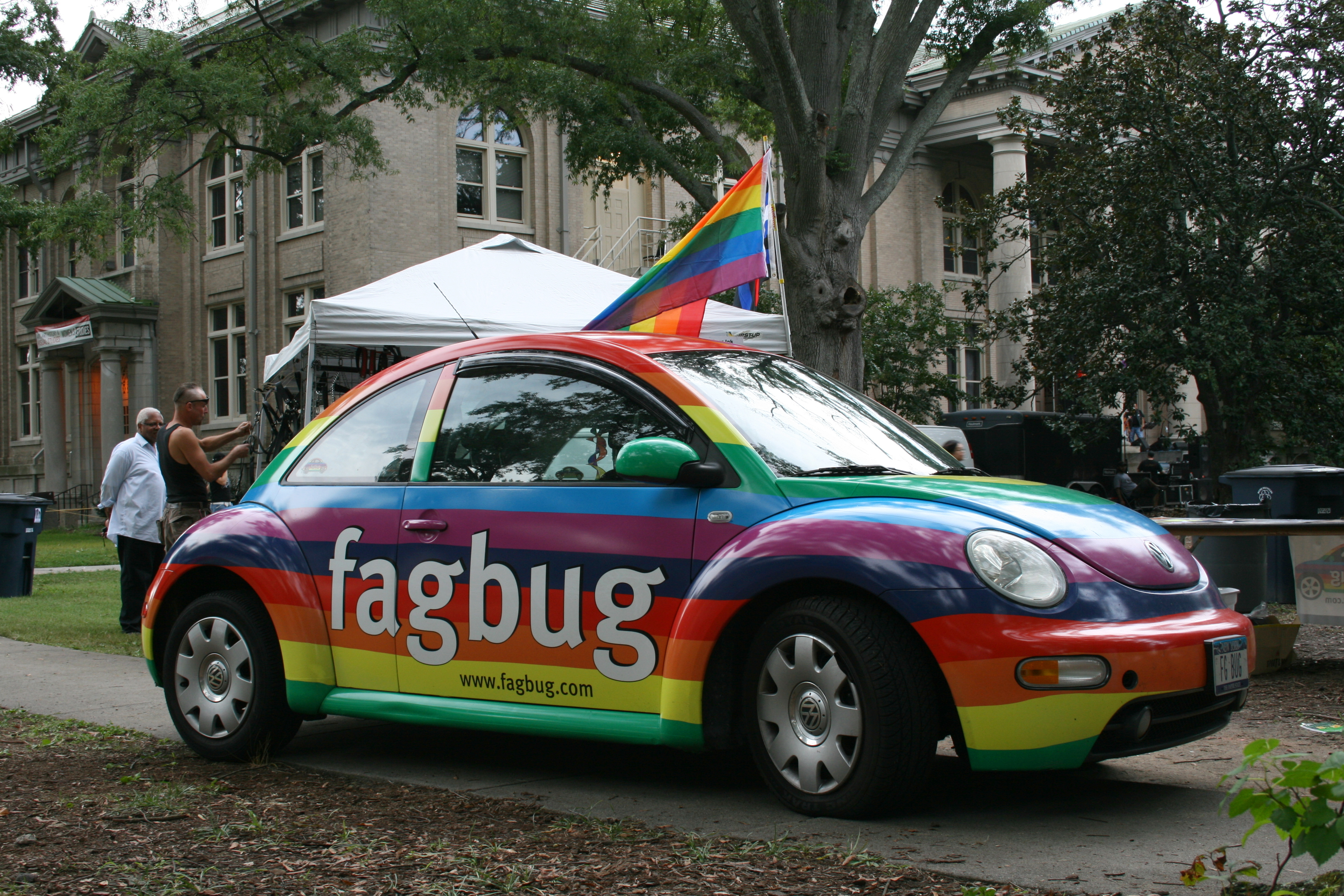
La Fagbug in partenza

Nel 2007 il proprietario di una Volkswagen New Beetle (BUG), dopo essersi visto l'automobile riempita di scritte con la vernice spray che lo accusavano d'esser un frocio, ha pensato bene di trasformare la vettura in FagBug e partire per un road trip lungo le strade d'America, questo per aumentare la consapevolezza generale nei riguardi dell'omofobia e dei diritti LGBT: il viaggio è poi stato documentato in un omonimo film.
Nel 2008 una campagna radiotelevisiva intitolata "The Think Before You Speak" (pensare prima di parlare) ha cercato di sensibilizzare l'opinione pubblica americana sull'utilizzo ancora molto presente di "fag", ma anche di "gay", come insulti generici.
Nel 2009 il 12º episodio della 13ª stagione di South Park intitolato The F Word scatena polemiche per l'eccessivo uso della parola frocio, ma anche di gay, in termini insultanti.

#### Queer
Anche queer (lett. "bizzarro, eccentrico, strano") è nato come termine dispregiativo, per poi evolvere ed esser assunto a pieno titolo come parola d'auto-identificazione, entrando a far parte della terminologia LGBT fino al punto da creare una Teoria queer: vedi anche il romanzo Checca (Queer) di William Seward Burroughs del 1985 e la serie televisiva inglese Queer as Folk e l'omonimo remake statunitense.

#### Poofter o poof
Sempre in lingua inglese, poofter, spesso abbreviato in poof è il termine usato soprattutto nel Regno Unito per riferirsi in forma offensiva a un uomo gay.

### Pédé (francese)
Nella lingua francese è il termine denigratorio per eccellenza per indicare l'omosessuale; se e quando viene utilizzato con intento violentemente omofobo è punibile davanti alla legge francese e sanzionato con una multa e una condanna fino a sei mesi di reclusione. Può essere utilizzato nei confronti di uomini considerati troppo effeminati o non conformi alle norme della mascolinità con l'intento di sminuirli; sale pédé (sporco frocio) è un insulto tra i più diffusi per riferirsi a chi pratica la sodomia.
Etimologicamente la parola è un'apocope di pederasta, colui che tenta sempre e comunque di adescare i ragazzini: originariamente utilizzato per descrivere il rapporto speciale sussistente tra un uomo maturo e un ragazzo nell'antica Grecia; questo non solo in campo sessuale, ma anche educativo. Apparso in francese durante il XVI secolo nel senso di amore per i ragazzi, prende il significato generale (ed erroneo) di omosessuale a partire dalla metà dell'800: apparso come diminutivo per la prima volta nel 1836, ne viene creata la versione al femminile (pédale) il secolo seguente che equivale a dyke; oggi, però, "pédale" è usato con riferimento a persona di sesso maschile.
La parola viene usata anche nell'espressione casser du pédé (rompere/spaccare il frocio) per riferirsi alla violenza omofobica solitamente eseguita in gruppo: questa frase è stata ad esempio usata nel caso dell'aggressione mortale compiuta contro François Chenu compiuta da tre skinheads nel 2002.
Ripreso a volte come termine di auto-designazione, senza quindi alcuna connotazione insultante o presenza di ostilità.

#### Contesto di riappropriazione
Di fronte a un tale assalto verbale, molti omosessuali hanno cominciato a usare il termine originariamente insultante come modo di auto-designazione affermativa; viene a volte usato all'interno della stessa comunità gay per descrivere sé stessi e così disinnescarne la valenza omofobica, mostrando in tal maniera che il pregiudizio non influenza le persone interessate.
Alcuni esempi di riappropriazione del termine pédé si trovano in:
- L'età acerba del 1994 di André Téchiné dove l'adolescente protagonista mentre si guarda allo specchio continua a ripetere - per autoconvincersi del fatto - "Je suis pédé".
- il titolo di Pédale douce (in italiano tradotto come Di giorno e di notte) del 1996 è un gioco di parole derivato da pédé al femminile.
- la canzone Petit pédé di Renaud e Mon petit pédé del gruppo Le Wampas, che è un omaggio alla prima.
- il gruppo di attivisti Panthères Roses operanti in Francia, Spagna e Portogallo, che si definisce come "groupe de gouines, pédés et trans en colère" (gruppo di lesbiche, froci e trans arrabbiati)[77].
- lo spettacolo Pédérama creato da un collettivo LGBT di tendenze anarchiche su Radio Libertaire[78].

#### Altro
Fif o fifì è un sostitutivo gergale per effeminato che è stato usato tra gli altri anche dallo scrittore Guy de Maupassant nel suo racconto intitolato La signorina Fifì.
Altre parole gergali in uso sono folle, lope, lopette, tante, tantouze, tata, tafiole, tarlouze e tapette.

### Maricón (spagnolo)
Maricón (plurale maricones) originariamente è un accrescitivo del nome Marica, a sua volta variante del nome Maria; usato in lingua spagnola come aggettivo e sostantivo di carattere negativo con i significati di maschio omosessuale e uomo effeminato, ma anche indicante una persona stupida in generale.
Spesso usato come rimprovero nei confronti dell'uomo che si dimostra carente di qualità eminentemente maschili, antitesi quindi di macho ed equivalente all'italiano femminuccia.
Vari autori, come Luciano Bianciardi in La vita agra o George Orwell in Homage to Catalonia riportano l'insulto "Fascistas maricones!", indirizzato ai franchisti dai combattenti del Fronte Popolare.

#### Rivendicazione del termine
In certi settori della comunità gay spagnola, la parola viene usata tra gli stessi omosessuali senza alcuna connotazione peggiorativa, così com'è stato fatto con l'anglofono queer: numerosi esempi di questo uso si ritrovano nel film del 2004 Cachorro.

### Schwuchtel (tedesco)
Parola scurrile della lingua tedesca per lo più informale usata per indicare un uomo o ragazzo gay o una donna che si comporta in modo molto mascolino; a differenza del termine schwul, questo termine è usato molto meno frequentemente come ironica auto-designazione di valore neutro interna alla comunità LGBT. Non esiste una sua controparte al femminile.

### Okama (giapponese)
L'equivalente giapponese di frocio è invece okama (お釜 ?  anche おかま o オカマ), il cui significato letterale sarebbe "pentola" o "contenitore".

## Excursus storico
Nel mondo classico, come è noto, non si è mai avuto un concetto di orientamento sessuale o identità di genere, pertanto non si è mai neppur creata una distinzione eterosessuale-omosessuale atta a identificare l'oggetto del desiderio; nell'antica Grecia, ma molto più ancora nell'antica Roma, la discriminante non era tanto data dal fatto se l'attrazione erotica fosse indirizzata verso persone dello stesso sesso o di sesso opposto, ma piuttosto se quest'attrazione si realizzasse o meno in una modalità "virile" (ossia da maschio).
In tutte le poleis greche, ma anche precedentemente a Creta durante la civiltà micenea, ove vigeva l'istituzione socio-culturale-educativa e finanche religiosa della pederastia (dalla pederastia cretese alla pederastia greca e rigorosamente stabilita nel rapporto tra un erastès-uomo adulto e un eromenos-adolescente) erano punti d'onore inalterabili che: a) non vi fosse alcun atteggiamento troppo condiscendente e femmineo da parte del più giovane, b) che l'eventuale relazione anche erotica che si poteva in certo casi instaurare si tramutasse in solerte amicizia, stima e affetto, quando lo stesso giovane giungeva all'età considerata adulta (ovvero quando egli stesso poteva a sua volta diventare "amante" di uno più giovane di lui).
La lingua greca antica ha conservato una varietà di termini che si usavano in modo dispregiativo per indicare chi trasgrediva alla summenzionata regolamentazione: da malakos, colui che "peccava" di mollezza, al cinedo, colui che muoveva-kìnein le pudenda-aidòia; fino a giungere alle definizioni più sprezzanti e ingiuriose le quali erano tutte riferite all'effeminatezza (spesso assimilata alla prostituzione maschile). Abbiamo così gynaikìzein-far la parte della donna, gynaikopatèin-patire cose da femmina, gynaikùsthai-diventare una donna, hynopokyptein-il curvarsi per esser messi sotto, kallopéuin-il farsi girare; il bàttalos era "quello che si fa montare", chamaitypos è il prostituto, gynnis è l'effeminato, katapygos-che lo prende nel didietro, kòllops-che si fa voltare. Infine gonipeteìn-il cader ginocchioni, termine che rimanda al sesso orale (pratica impura da riservarsi solo agli schiavi o alle prostitute di più infima categoria).
Ma ancor più forti e coloriti erano gli epiteti utilizzati in lingua latina: termine massimo per indicare la forza e potenza virile del maschio romano era difatti il pedicare-sodomizzare (che fossero donne, uomini, ragazzi o bambini era del tutto ininfluente); conseguentemente la "condizione" opposta era quella più indecorosa e riprovevole immaginabile. A raggiungere le vette dell'ignominia assieme al subire la pedicatio era sottostare all'irrumatio-il violentare nella bocca.
Peccare di impudicitia poteva anche arrivare a costare, al pari di quanto accadeva all'uomo adulto greco che si prostituiva o che continuava a preferire il ruolo sessuale passivo, la perdita della cittadinanza, cioè di tutti i diritti (compresi quelli politici) che lo Stato assegnava di diritto a chi nasceva come romano libero: tra le varie denominazioni abbiamo, oltre a cinaedus, catamite-ragazzino effeminato (dal nome di Ganimede), pathicus, exoletus-prostituto, concubinus-il maschio che fa da moglie, spintria-marchetta (il gettone usato come moneta all'interno del lupanare), mollis-molle (in contrapposizione alla naturale aggressività maschile), tener-tenero (in opposizione alla durezza mascolina), debilis-debole (senza attributi), effeminatus-effeminato, pusio-ragazzo che fa la parte della femmina, discintus-discinto (volgare come una prostituta) e morbosus-malato.
Lasciando a parte quelle parole usate solitamente in termini più affettivi, puer-ragazzo (specialmente come puer delicatus-ragazzino squisito) e pullus-pulcino, si può concludere con l'altamente osceno scultimidonus, che ha regalato ad altri il proprio ano, ossia la parte più intima di sé stesso.